# Finale della Coppa delle nazioni africane 1990
La finale della Coppa delle nazioni africane 1990 si disputò il 16 marzo 1990 allo Stadio 5 Juillet 1962 di Algeri, tra le nazionali di Algeria e Nigeria. La partita fu vinta per 1-0 dall'Algeria, che si aggiudicò il suo primo trofeo nella massima competizione tra nazionali maschili africane.

## Le squadre
| Squadra | Finali (o spareggi) disputate in precedenza (il grassetto indica la vittoria) |
| ------- | ----------------------------------------------------------------------------- |
| Algeria | 1 (1980)                                                                      |
| Nigeria | 3 (1980, 1984, 1988)                                                          |

## Cammino verso la finale

### Tabella riassuntiva del percorso
| Nazione        | P.ti | G |
| -------------- | ---- | - |
| Algeria        | 6    | 3 |
| Nigeria        | 4    | 3 |
| Costa d'Avorio | 2    | 3 |
| Egitto         | 1    | 3 |

| Nazione        | P.ti | G |
| -------------- | ---- | - |
| Algeria        | 6    | 3 |
| Nigeria        | 4    | 3 |
| Costa d'Avorio | 2    | 3 |
| Egitto         | 0    | 3 |

## Tabellino
| Arbitro: | Jean-Fidèle Diramba |

|             |           |  |
| Oudjani 38’ | Marcatori |  |

| Algeria | Nigeria |

| Algeria            |    |                           |     |     |
|                    |    |                           |     |     |
| P                  | 22 | Antar Osmani              |     |     |
| D                  | 5  | Messaoud Aït Abderrahmane |     |     |
| D                  | 4  | Ali Benhalima             |     |     |
| D                  | 20 | Fodil Megharia            |     |     |
| D                  | 15 | Abdelhakim Serrar         |     |     |
| C                  | 14 | Tahar Chérif El-Ouazzani  |     | 85’ |
| C                  | 8  | Djamel Amani              | 62’ |     |
| C                  | 18 | Moussa Saïb               |     |     |
| C                  | 11 | Rabah Madjer              |     |     |
| A                  | 10 | Chérif Oudjani            |     | 90’ |
| A                  | 9  | Djamel Menad              |     |     |
| Sostituzioni:      |    |                           |     |     |
| C                  | 6  | Mahieddine Meftah         |     | 85’ |
| A                  | 17 | Mohamed Rahim             |     | 90’ |
| CT:                |    |                           |     |     |
| Abdelhamid Kermali |    |                           |     |     |

| Nigeria           |    |                  |     |     |
|                   |    |                  |     |     |
| P                 | 1  | Alloysius Agu    |     |     |
| D                 | 4  | Uche Okechukwu   |     |     |
| D                 | 19 | Isaac Semitoje   |     |     |
| D                 | 13 | Herbert Anijekwu |     |     |
| D                 | 3  | Andrew Uwe       |     | 13’ |
| C                 | 8  | Moses Kpakor     |     |     |
| C                 | 6  | Thompson Oliha   | 31’ |     |
| C                 | 10 | Emmanuel Okocha  |     |     |
| C                 | 7  | Ayodele Ogunlana |     | 69’ |
| A                 | 9  | Rashidi Yekini   |     |     |
| A                 | 17 | Friday Elahor    | 44’ |     |
| Sostituzioni:     |    |                  |     |     |
| D                 | 2  | Aminu Abdul      |     | 13’ |
| A                 | 14 | Daniel Amokachi  |     | 69’ |
| CT:               |    |                  |     |     |
| Clemens Westerhof |    |                  |     |     |

| Assistenti arbitrali - Abdelali Naciri - Idrissa Sarr |